# Global RallyCrosss – Texas Motor Speedway 2012
Global RallyCrosss na Texas Motor Speedway 2012 – druga runda mistrzostw Global RallyCross sezonu 2012. Zawody rozegrano 9 czerwca na torze Texas Motor Speedway, jako impreza towarzysząca serii IndyCar. Trasę wytyczono w alei serwisowej oraz na prostej startowej toru. Zbudowano także rampę, dzięki której samochody przeskakiwały nad trasą poniżej.

## Lista startowa
| Konstruktor                     | Samochód                    | Zespół                                 | Nr. | Kierowca         |
| ------------------------------- | --------------------------- | -------------------------------------- | --- | ---------------- |
| Olsbergs MSE                    | 2012 Ford Fiesta            | Best Buy Mobile Olsbergs MSE           | 3   | Marcus Grönholm  |
| Olsbergs MSE                    | 2012 Ford Fiesta            | Best Buy Serve Olsbergs MSE            | 17  | David Binks      |
| Olsbergs MSE                    | 2012 Ford Fiesta            | Rockstar Etnies Olsbergs MSE           | 34  | Tanner Foust     |
| Olsbergs MSE                    | 2012 Ford Fiesta            | Rockstar Metal Mulisha Olsbergs MSE    | 38  | Brian Deegan     |
| Olsbergs MSE                    | 2012 Ford Fiesta            | Bluebeam Olsbergs MSE                  | 57  | Toomas Heikkinen |
| Subaru Puma Rallycross Team USA | 2012 Subaru Impreza WRX STI | Subaru Puma Rallycross Team USA        | 11  | Sverre Isachsen  |
| Subaru Puma Rallycross Team USA | 2012 Subaru Impreza WRX STI | Subaru Puma Rallycross Team USA        | 40  | Dave Mirra       |
| Subaru Puma Rallycross Team USA | 2012 Subaru Impreza WRX STI | Subaru Puma Rallycross Team USA        | 81  | Bucky Lasek      |
| Rhys Millen Racing              | 2012 Hyundai Veloster       | Motorcity Disney XD Rhys Millen Racing | 12  | Stéphane Verdier |
| Rhys Millen Racing              | 2012 Hyundai Veloster       | Hyundai Rallycross Rhys Millen Racing  | 67  | Rhys Millen      |
| Scott-Eklund Racing             | 2010 Saab 9-3               | Scott-Eklund Racing                    | 26  | Andy Scott       |
| Scott-Eklund Racing             | 2010 Saab 9-3               | ENEOS Motor Oil Scott-Eklund Racing    | 77  | Samuel Hübinette |
| Team 41                         | Subaru Impreza WRX STI      | Team 41                                | 41  | Richard Burton   |
| Monster World Rally Team        | 2012 Ford Fiesta            | Monster World Rally Team Ford Racing   | 43  | Ken Block        |
| PMR Motorsports                 | 2007 Subaru Impreza WRX STI | PMR Motorsports                        | 47  | Tim Rooney       |
| PMR Motorsports                 | 2007 Subaru Impreza WRX STI | PMR Motorsports                        | 59  | Patrick Moro     |
| Pastrana 199 Racing             | Dodge Dart                  | Pastrana 199 Racing                    | 199 | Travis Pastrana  |

## Wyścig

### Półfinał I – 4 okr.
| Nr  | Kierowca        | Zespół              | Samochód               |
| --- | --------------- | ------------------- | ---------------------- |
| 3   | Marcus Grönholm | Olsbergs MSE        | Ford Fiesta            |
| 199 | Travis Pastrana | Pastrana 199 Racing | Dodge Dart             |
| 26  | Andy Scott      | Scott-Eklund Racing | Saab 9-3               |
| 418 | Jimmy Keeney    | Jimmy Keeney        | Subaru Impreza WRX STI |

Na starcie Grönholm objął prowadzenie, na drugiej pozycji znalazł się Scott, a na trzeciej Pastrana. Na pierwszym okrążeniu skrótem pojechał Grönholm, a także Kenney, który wyjechał na drugiej pozycji tuż przed Scottem. Scott miał jednak większą prędkość i wyprzedził Kenneya, a kilka zakrętów później uczynił to także Pastrana. Pastrana cały czas utrzymywał się blisko Scotta, który na drugim okrążeniu pojechał skrótem. Na trzecim okrążeniu ze skrótu skorzystał Pastrana, i wyjechał za Scottem. Grönholm natomiast niezagrożony dojechał do mety na pierwszej pozycji.
| Pozycja | Kierowca        | Zespół              | Samochód               |
| ------- | --------------- | ------------------- | ---------------------- |
| 1       | Marcus Grönholm | Olsbergs MSE        | Ford Fiesta            |
| 2       | Andy Scott      | Scott-Eklund Racing | Saab 9-3               |
| 3       | Travis Pastrana | Pastrana 199 Racing | Dodge Dart             |
| 4       | Jimmy Keeney    | Jimmy Keeney        | Subaru Impreza WRX STI |

### Półfinał II – 4 okr.
| Nr | Kierowca         | Zespół                          | Samochód               |
| -- | ---------------- | ------------------------------- | ---------------------- |
| 43 | Ken Block        | Monster World Rally Team        | Ford Fiesta            |
| 77 | Samuel Hübinette | Scott-Eklund Racing             | Saab 9-3               |
| 17 | David Binks      | Olsbergs MSE                    | Ford Fiesta            |
| 59 | Patrick Moro     | PMR Motorsports                 | Subaru Impreza WRX STI |
| 40 | Dave Mirra       | Subaru Puma Rallycross Team USA | Subaru Impreza WRX STI |

Mirra nie wziął udziału w wyścigu. Na starcie Binks objął prowadzenie, a Hübinette znalazł się na drugiej pozycji. Block obrócił się w pierwszym nawrocie i spadł na ostatnie miejsce. Binks i Moro skorzystali ze skrótu na pierwszym okrążeniu wyjeżdżając na dwóch pierwszych miejscach. Na kolejnym kółku ze skrótu skorzystał Block awansując na trzecie miejsce. Na ostatnim okrążeniu ze skrótu skorzystał Hübinette awansując na prowadzenie. Block tymczasem wyprzedził Moro awansując na trzecie miejsce.
| Pozycja | Kierowca         | Zespół                          | Samochód               |
| ------- | ---------------- | ------------------------------- | ---------------------- |
| 1       | Samuel Hübinette | Scott-Eklund Racing             | Saab 9-3               |
| 2       | David Binks      | Olsbergs MSE                    | Ford Fiesta            |
| 3       | Ken Block        | Monster World Rally Team        | Ford Fiesta            |
| 4       | Patrick Moro     | PMR Motorsports                 | Subaru Impreza WRX STI |
| 5       | Dave Mirra       | Subaru Puma Rallycross Team USA | Subaru Impreza WRX STI |

### Półfinał 3 – 4 okr.
| Nr | Kierowca           | Zespół                                 | Samochód         |
| -- | ------------------ | -------------------------------------- | ---------------- |
| 33 | Liam Doran         | Monster Energy Citroën Rallycross Team | Citroën C4 WRC   |
| 38 | Brian Deegan       | Olsbergs MSE                           | Ford Fiesta      |
| 67 | Rhys Millen        | Rhys Millen Racing                     | Hyundai Veloster |
| 99 | Filipe Albuquerque | Pastrana 199 Racing                    | Dodge Dart       |
| 12 | Stéphan Verdier    | Rhys Millen Racing                     | Hyundai Veloster |

Na starcie Deegan objął prowadzenie, a na drugim miejscu znalazł się Albuquerque. Doran miał problem na starcie. Na pierwszym okrążeniu ze skrótu skorzystali Deegan i Doran, po czym znaleźli się na dwóch pierwszych pozycjach. Millen natomiast jechał tuż za tylnym zderzakiem Albuquerque. Wyprzedził go, gdy ten chciał pojechać skrótem, lecz za późno zahamował i musiał zostawić to na następne okrążenie. Na trzecim okrążeniu ze skrótu skorzystali Millen i Albuquerque wyjeżdżając na odpowiednio drugiej i trzeciej pozycji.
| Pozycja | Kierowca           | Zespół                                 | Samochód         |
| ------- | ------------------ | -------------------------------------- | ---------------- |
| 1       | Brian Deegan       | Olsbergs MSE                           | Ford Fiesta      |
| 2       | Rhys Millen        | Rhys Millen Racing                     | Hyundai Veloster |
| 3       | Filipe Albuquerque | Pastrana 199 Racing                    | Dodge Dart       |
| 4       | Liam Doran         | Monster Energy Citroën Rallycross Team | Citroën C4 WRC   |
| 5       | Stéphan Verdier    | Rhys Millen Racing                     | Hyundai Veloster |

### Półfinał 4 – 4 okr.
| Nr | Kierowca         | Zespół                          | Samochód               |
| -- | ---------------- | ------------------------------- | ---------------------- |
| 34 | Tanner Foust     | Olsbergs MSE                    | Ford Fiesta            |
| 57 | Toomas Heikkinen | Olsbergs MSE                    | Ford Fiesta            |
| 11 | Sverre Isachsen  | Subaru Puma Rallycross Team USA | Subaru Impreza WRX STI |
| 81 | Bucky Lasek      | Subaru Puma Rallycross Team USA | Subaru Impreza WRX STI |

Na starcie Foust objął prowadzenie, a na drugiej pozycji znalazł się Heikkinen. W pierwszym zakręcie Isachsen zaatakował ich po wewnętrznej i awansował na pierwszą pozycję. Na pierwszym okrążeniu ze skrótu skorzystali Isachsen i Lasek wychodząc na dwie pierwsze pozycji. Na następnym kółku skrótem pojechał Foust wyjeżdżając na pierwszej pozycji. Na trzecim okrążeniu ze skrótu skorzystał Heikkinen. Wyjechał on tuż za Isachsenem, i nie udało mu się wyprzedzić Norwega do mety wyścigu.
| Pozycja | Kierowca         | Zespół                          | Samochód               |
| ------- | ---------------- | ------------------------------- | ---------------------- |
| 1       | Tanner Foust     | Olsbergs MSE                    | Ford Fiesta            |
| 2       | Sverre Isachsen  | Subaru Puma Rallycross Team USA | Subaru Impreza WRX STI |
| 3       | Toomas Heikkinen | Olsbergs MSE                    | Ford Fiesta            |
| 4       | Bucky Lasek      | Subaru Puma Rallycross Team USA | Subaru Impreza WRX STI |

### Wyścig ostatniej szansy – grupa A – 3 okr.
| Nr  | Kierowca        | Zespół                          | Samochód               |
| --- | --------------- | ------------------------------- | ---------------------- |
| 43  | Ken Block       | Monster World Rally Team        | Ford Fiesta            |
| 199 | Travis Pastrana | Pastrana 199 Racing             | Dodge Dart             |
| 418 | Jimmy Keeney    | Jimmy Keeney                    | Subaru Impreza WRX STI |
| 59  | Patrick Moro    | PMR Motorsports                 | Subaru Impreza WRX STI |
| 40  | Dave Mirra      | Subaru Puma Rallycross Team USA | Subaru Impreza WRX STI |

Kenney nie wziął udziału w wyścigu. Na starcie Pastrana objął prowadzenie, na drugiej pozycji znalazł się Block. Pastrana jednak obrócił się, a Block awansował na pierwszą pozycję. Na pierwszym okrążeniu ze skrótu skorzystali Block, Mirra i Moro. Pastrana natomiast postanowił wycofać się z wyścigu. Block niezagrożony dojechał do mety na pierwszym miejscu przed Mirrą i Moro.
| Pozycja | Kierowca        | Zespół                          | Samochód               |
| ------- | --------------- | ------------------------------- | ---------------------- |
| 1       | Ken Block       | Monster World Rally Team        | Ford Fiesta            |
| 2       | Dave Mirra      | Subaru Puma Rallycross Team USA | Subaru Impreza WRX STI |
| 3       | Patrick Moro    | PMR Motorsports                 | Subaru Impreza WRX STI |
| 4       | Travis Pastrana | Pastrana 199 Racing             | Dodge Dart             |
| 5       | Jimmy Keeney    | Jimmy Keeney                    | Subaru Impreza WRX STI |

### Wyścig ostatniej szansy – grupa B – 3 okr.
| Nr | Kierowca           | Zespół                                 | Samochód               |
| -- | ------------------ | -------------------------------------- | ---------------------- |
| 57 | Toomas Heikkinen   | Olsbergs MSE                           | Ford Fiesta            |
| 99 | Filipe Albuquerque | Pastrana 199 Racing                    | Dodge Dart             |
| 33 | Liam Doran         | Monster Energy Citroën Rallycross Team | Citroën C4 WRC         |
| 81 | Bucky Lasek        | Subaru Puma Rallycross Team USA        | Subaru Impreza WRX STI |
| 12 | Stéphan Verdier    | Rhys Millen Racing                     | Hyundai Veloster       |

Na starcie Heikkinen ruszył najlepiej i od razu pojechał skrótem. Na drugiej pozycji znalazł się Doran, a na trzeciej Lasek. Albuquerque gorzej ruszył do wyścigu i spadł na ostatnią pozycję. Lasek wjechał krzywo na rampę do skoku i spadł z niej lądując szczęśliwie na czterech kołach. Samochód był jednak zniszczony i nie mógł już pojechać dalej. Jadący za nim Albuquerque zatrzymał swój samochód przed rampą i wycofał się z wyścigu. Verdier natomiast wyprzedził Dorana przed nawrotem. Chwilę później Doran odpadł z wyścigu. Po tym, jak Heikkinen ujrzał czarną flagę, Verdier wycofał się z rywalizacji, gdyż będąc jedynym zawodnikiem na torze miał już zapewniony awans do finału.
| Pozycja | Kierowca           | Zespół                                 | Samochód               |
| ------- | ------------------ | -------------------------------------- | ---------------------- |
| 1       | Stéphan Verdier    | Rhys Millen Racing                     | Hyundai Veloster       |
| 2       | Liam Doran         | Monster Energy Citroën Rallycross Team | Citroën C4 WRC         |
| 3       | Bucky Lasek        | Subaru Puma Rallycross Team USA        | Subaru Impreza WRX STI |
| 4       | Filipe Albuquerque | Pastrana 199 Racing                    | Dodge Dart             |
| 5       | Toomas Heikkinen   | Olsbergs MSE                           | Ford Fiesta            |

### Finał – 8 okr.
| Nr | Kierowca         | Zespół                          | Samochód               |
| -- | ---------------- | ------------------------------- | ---------------------- |
| 3  | Marcus Grönholm  | Olsbergs MSE                    | Ford Fiesta            |
| 34 | Tanner Foust     | Olsbergs MSE                    | Ford Fiesta            |
| 77 | Samuel Hübinette | Scott-Eklund Racing             | Saab 9-3               |
| 38 | Brian Deegan     | Olsbergs MSE                    | Ford Fiesta            |
| 26 | Andy Scott       | Scott-Eklund Racing             | Saab 9-3               |
| 11 | Sverre Isachsen  | Subaru Puma Rallycross Team USA | Subaru Impreza WRX STI |
| 67 | Rhys Millen      | Rhys Millen Racing              | Hyundai Veloster       |
| 17 | David Binks      | Olsbergs MSE                    | Ford Fiesta            |
| 43 | Ken Block        | Monster World Rally Team        | Ford Fiesta            |
| 12 | Stéphan Verdier  | Rhys Millen Racing              | Hyundai Veloster       |

Na starcie najlepiej ruszył Deegan. Grönholm walcząc z Isachsenem pojechali skrótem. Norweg wyprzedził Fina, ale obrócił się i wypadł z toru. Ze skrótu na starcie skorzystał także Scott i Block, który wyprzedził Scotta. Foust jechał tuż za Deeganem, który pojechał skrótem na pierwszym okrążeniu, po czym znalazł się na prowadzeniu. Na drugim okrążeniu ze skrótu skorzystał Foust, który wyjechał pomiędzy Deeganem i Grönholmem. Skrótem pojechał także Binks, który znalazł się obok Isachsena. Norweg musiał zwolnić, by nie wjechać bok w bok z Binksem na rampę, na której nie było miejsca dla dwóch samochodów. Miał przez to za małą prędkość, by przelecieć, więc zatrzymał swój samochód na rampie. Wyścig przerwano.
Wyścig wznowiono na sześć okrążeń. Najlepiej wystartował Deegan, tuż za nim znalazł się Foust. Grönholm, Scott i Block od razu pojechali skrótem. Już na początku wyścigu Block przebił przednią oponę i musiał wycofać się z rywalizacji. Na pierwszym okrążeniu ze skrótu skorzystali Hübinette, Millen i Binks. Wszyscy trzej znaleźli się za Scottem. W nawrocie Hübinette wyprzedził Scotta. Deegan pojechał natomiast skrótem i znalazł się za Grönholmem. Po lądowaniu na rampie Scott uszkodził zawieszenie i wpadł w bariery z opon. Wyścig został przerwany.
Andy Scott i Svere Isachsen nie wzięli udziału w drugim restarcie. Na starcie najlepiej ruszył Grönholm i od razu skorzystał ze skrótu, a za nim pojechali Hübinette, Millen i Block. Foust natomiast został zaatakowany przez Deegana w pierwszym zakręcie, lecz utrzymał prowadzenie. Już na pierwszym okrążeniu Block wycofał się z wyścigu. Na drugim okrążeniu skrótem pojechał Verdier wyjeżdżając na piątej pozycji, a na trzecim Deegan wyjedżając tuż za Hübinettem, który chwilę później odpadł z wyścigu. Na czwartym okrążeniu Foust pojechał skrótem i wyjechał na tor za Grönholmem, który dowiózł pierwsze miejsce do mety.
| Pozycja | Kierowca         | Zespół                          | Samochód               |
| ------- | ---------------- | ------------------------------- | ---------------------- |
| 1       | Marcus Grönholm  | Olsbergs MSE                    | Ford Fiesta            |
| 2       | Tanner Foust     | Olsbergs MSE                    | Ford Fiesta            |
| 3       | Brian Deegan     | Olsbergs MSE                    | Ford Fiesta            |
| 4       | Rhys Millen      | Rhys Millen Racing              | Hyundai Veloster       |
| 5       | David Binks      | Olsbergs MSE                    | Ford Fiesta            |
| 6       | Stéphan Verdier  | Rhys Millen Racing              | Hyundai Veloster       |
| 7       | Samuel Hübinette | Scott-Eklund Racing             | Saab 9-3               |
| 8       | Ken Block        | Monster World Rally Team        | Ford Fiesta            |
| 9       | Andy Scott       | Scott-Eklund Racing             | Saab 9-3               |
| 10      | Sverre Isachsen  | Subaru Puma Rallycross Team USA | Subaru Impreza WRX STI |

## Klasyfikacja po wyścigu
| Pozycja | Kierowca         | Punkty |
| ------- | ---------------- | ------ |
| 1       | Marcus Grönholm  | 42     |
| 2       | Tanner Foust     | 36     |
| 3       | Stéphan Verdier  | 26     |
| 4       | Rhys Millen      | 24     |
| 5       | Samuel Hübinette | 23     |
| 6       | David Binks      | 22     |
| 7       | Andy Scott       | 21     |
| 8       | Brian Deegan     | 20     |
| 9       | Dave Mirra       | 14     |
| 10      | Sverre Isachsen  | 12     |
| 11      | Ken Block        | 11     |
| 12      | Bucky Lasek      | 10     |
| 13      | Travis Pastrana  | 10     |
| 14      | Toomas Heikkinen | 8      |
| 15      | Liam Doran       | 6      |
| 16      | Tim Ronney       | 4      |
| 17      | Patrick Moro     | 3      |